# Reikenzan
Congqian Youzuo Lingjianshan (кит. 从前有座灵剑山 Цунцянь Юцзо Линцзяньшань, досл. «Была когда-то Гора Чудесного/Духовного Меча...») — китайский сянься веб-роман, написанный Го Ван Би Ся (кит. 国王陛下), его маньхуа версия, проиллюстрированная Чжу Хуа и Цзюнь Сяо Мо (кит. 豬畫×菌小莫), начала публиковаться на комикс-портале Tencent с 2014 года. Аниме-адаптация производства студии Studio Deen, спродюсированная Tencent, вышла на двух языках, японском и китайском. Премьера первого сезона состоялась 9 января 2016 года, он был назван Reikenzan: Hoshikuzu-tachi no Utage (яп. 霊剣山 星屑たちの宴 Рэйкэндзан: Хосикудзу-тати но Утагэ, букв. «Гора священного меча: Пир звёздной пыли»). Второй сезон под названием Reikenzan: Eichi e no Shikaku (яп. 霊剣山 叡智への資格 Рэйкэндзан: Эйти э но Сикаку, букв. «Гора священного меча: Познание мудрости») начал трансляцию 8 января 2017 года.

## Сюжет
В поисках дитя, неразрывно связанного с упавшей кометой, которая должна принести людям огромные беды и несчастья, клан Чудесного/духовного меча (кит. 灵剑 Лин Цзянь)/霊剣 (яп. Рэйкэн) с древнейшей историей существования объявляет Божественный Созыв, испытания на вступление в ученики клана. Главный герой, Ван Лу, обладающий легендарной душой, которая рождается раз в тысячу лет, решает пройти эти испытания и начать путь к становлению великим мудрецом.

## Персонажи
Ван Лу / Орику (王陸)  (яп. О:рику) — главный герой истории, обладающий непревзойдёнными интеллектом и наглостью. Его навыки и потенциал идеальны, а дух на уровне райского — легендарная душа, что рождается раз в тысячу лет. Но так как Вечный чудесный меч это редкий дар и с течением времени знание о том, как развивать его было утрачено, Ван Лу не был отобран в ученики клана Чудесного меча. Однако, обладая древней монетой, которая даёт право на исполнение одного желания, он попросил у Иэмото сделать его учеником-преемником, в наставники Ван Лу была выбрана Ван У.
Сэйю: Цубаса Ёнага
Ван У / Обу (王舞)  (яп. О:бу) — наставница Ван Лу и одна из десяти старейшин клана Чудесного меча. Обладает столь же острым языком, как и сам Ван Лу.
Сэйю: Юрико Ямагути
Ван Чжун / Отё (王忠)  (яп. О:тё:) — слуга Ван Лу. К окончанию испытания в деревне ушёл от Ван Лу и стал независимым от него. По ошибке главы клана был выбран одним из трёх учеников.
Сэйю: Дайки Кобаяси
Линь / Рэй (玲)  (яп. Рэй) — дочь Иэмото и хозяйка постоялого двора. Весёлая и жизнерадостная девушка, любящая деньги и не упускающая возможности их заработать. Недолюбливает Ван У, однако симпатизирует её ученику. Начала обучать Ван Лу боевым искусствам, через два года после его вступления в клан.
Сэйю: Эрико Накамура
Хай Юнфан / Кайунхо (海雲帆),  (яп. Кайунхо) — друг Ван Лу и второй принц Великой Империи Унтай. Проходил испытания на вступление в клан Лин Цзянь, но не был отобран так как учения этого клана не подходят для развития его дара, особенностью которого является Элемент Спокойствия. Для достижения максимального процента его потенциала был отправлен в клан «Врата чертогов всего сущего» (万法仙門)  (яп. Мампо Сэммон).
Сэйю: Масакадзу Нисида

## Список томов романа
| №  | Дата публикации       | ISBN               | Название                                                                                                  |
| -- | --------------------- | ------------------ | --- |
| 1  | 16 сентября 2014 года | ISBN 9789863553328 | Том первый: Священная гора (кит. 第一巻 上山 Ди И Цзюань Шаншань)                                         |
| 2  | 23 сентября 2014 года | ISBN 9789863553922 | Том второй: Горная вершина (кит. 第二巻 山上 Ди Эр Цзюань Шаньшан)                                        |
| 3  | 21 октября 2014 года  | ISBN 9789863554400 | Том третий: Спуск с горы (кит. 第三巻 下山 Ди Сань Цзюань Сяшань)                                         |
| 4  | 18 ноября 2014 года   | ISBN 9789863554875 | Том четвёртый: Поклон горе (кит. 第四巻 拜山 Ди Сы Цзюань Бай Шань)                                       |
| 5  | 16 декабря 2014 года  | ISBN 9789863555421 | Том пятый: Подножье горы (кит. 第五巻 山下 Ди У Цзюань Шанься)                                            |
| 6  | 13 января 2015 года   | ISBN 9789863556251 | Том шестой: Звезда (кит. 第六巻 星辰 Ди Лю Цзюань Синчэнь)                                                |
| 7  | 9 февраля 2015 года   | ISBN 9789863556886 | Том седьмой: Горы за горой (кит. 第七巻 山外有山 Ди Ци Цзюань Шань Вай Ю Шань)                            |
| 8  | 5 марта 2015 года     | ISBN 9789863557685 | Том восьмой: Незнакомые земли (кит. 第八巻 異郷 Ди Ба Цзюань Исян)                                        |
| 9  | 9 апреля 2015 года    | ISBN 9789863558279 | Том девятый: Возвращение домой (кит. 第九巻 歸郷 Ди Цзю Цзюань Гуй Сян)                                   |
| 10 | 30 апреля 2015 года   | ISBN 9789863558781 | Том десятый: Золотой эликсир (кит. 第十巻 金丹 Ди Ши Цзюань Цзинь Дань)                                   |
| 11 | 4 июня 2015 года      | ISBN 9789863559542 | Том одиннадцатый: История (кит. 第十一巻 歷史 Ди Шии Цзюань Лиши)                                         |
| 12 | 16 июля 2015 года     | ISBN 9789864600328 | Том двенадцатый: Горная цепь (кит. 第十二巻 群山 Ди Шиэр Цзюань Цюнь Шань)                                |
| 13 | 25 августа 2015 года  | ISBN 9789864600595 | Том тринадцатый: Перед состязанием (кит. 第十三巻 賽前 Ди Шисань Цзюань Сай Цянь)                         |
| 14 | 24 сентября 2015 года | ISBN 9789864601745 | Том четырнадцатый: Победитель состязания (кит. 第十四巻 賽中 Ди Шисы Цзюань Сай Чжун)                     |
| 15 | 22 октября 2015 года  | ISBN 9789864602353 | Том пятнадцатый: Гармония (кит. 第十五巻 和平 Ди Шиу Цзюань Хэпин)                                        |
| 16 | 24 ноября 2015 года   | ISBN 9789864602872 | Том шестнадцатый: Прошлое (Конец) (кит. 第十六巻 從前（最終巻） Ди Шилю Цзюань Цунцянь (Цзуйчжун Цзюань)) |